# つよがる。
『つよがる。』は、松室政哉の5枚目のインディーズデモアルバム。

## 解説
- 4thデモアルバム『ぱーそなる』から約1年4ヶ月ぶりのリリース。
- 現在は廃盤となっている。

## 収録曲
CD
1. つよがり
2. blue
3. 待チ合ワセ
4. 1年4ヶ月
5. ロックンロール
6. Hello, innocence
  - メジャー2ndシングルc/w「Hello innocence」の原型となる楽曲。
7. シャッフルⅡ
  - インディカ29時代には「シャッフル」という楽曲が存在していた。
8. 〜旅立ち
9. あらゆる思いを鞄に詰め込んだら
10. 鼓動
11. 君が笑うまで＜ボーナストラック＞

## 演奏
- 松室政哉
  - Vocal, Chorus
  - Drums programing
  - Bass
  - Acoustic Guitar
  - Electric Guitar
  - Other Instruments
- 白山治輝 (Brian the Sun)
  - Bass (#5)
- 山田哲也
  - Electric Guitar (#4)